# الكلية التقنية بمكة المكرمة
الكلية التقنية بمكة المكرمة (بالإنجليزية: Makkah Technical College)‏ هي كلية حكومية تابعة للمؤسسة العامة للتدريب التقني والمهني في المملكة العربية السعودية، وتقع بمكة المكرمة، تعتبر الكلية من أكبر هذه الكليات بناء على اعداد المتدربين بها.
عميد الكلية: م.هاني عبدالغني سندي

## التاريخ
نظراً للتطور السريع في العلوم التقنية وزيادة طلب المصانع والمؤسسات الحكومية والأهلية للكوادر التقنية ذات الخبرات الفنية العالية والذي أكد على ضرورة الاهتمام بالتعليم التقني، قررت الحكومة الرشيدة ممثلة في المؤسسة العامة للتعليم الفني والتدريب المهني بإنشاء الكلية التقنية بمكة المكرمة والتي تهتم بعلوم وتقنيات الحاسب الآلي والكهرباء والميكانيكا.
ففي العام الدراسي1420/1421هـ أعتمد مجلس إدارة المؤسسة العامة للتعليم الفني والتدريب المهني إنشاء الكلية التقنية بمكة المكرمة والتي تمنح خريجيها الشهادة الجامعية المتوسطة في مجال العلوم التقنية الحديثة.

## الأقسام
هناك العديد من الأقسام التدريبية وهي:
- قسم تقنية الحاسب
- قسم التقنية الكهربائية
- قسم التقنية الميكانيكية
- مركز التعليم الإلكتروني
- مركز خدمة المجتمع
- مركز الدراسات العامة

## الفروع
فيما يلي قائمة بفروع الكلية التقنية بمكة المكرمة:
| م | العنوان                                                         | اسم الفرع         | رقم الهاتف |
| 1 | مكة المكرمة،طريق ابراهيم الخليل، امام المستشفى السعودي الألماني | مكة، حي ولي العهد | 0125220116 |

## أهداف الكلية
تسعى الكلية إلى تدريب بجودة وكفاءة عالية لإعداد جيل قادر على تلبية متطلبات سوق العمل، وحددت الكلية العديد من الأهداف منها:
- استيعاب أكبر عدد ممكن من المتدربين الراغبين في التدريب التقني والمهني للإسهام في التنمية المستدامة.
- إيجاد بيئة محفّزة وآمنة للعمل والتدريب في الكلية التقنية بحائل تهتم بالمدرب والمتدرب.
- نشر الوعي بأهمية العمل في المجالات التقنية والمهنية في أوساط المجتمع وتعزيز الصورة الذهنية الإيجابية وتحسين النظرة الاجتماعية عن الكلية.
- بناء شراكات استراتيجية مع القطاع الخاص والعام في حائل لتنفيذ برامج الكلية.
- تقديم البرامج التدريبية بالجودة والكفاية التي تؤهل الخريج للحصول على الوظيفة المناسبة أو ممارسة العمل الحر.
- تأهيل وتطوير الكوادر البشرية الوطنية في المجالات التقنية والمهنية وفقاً لمتطلبات سوق العمل ووفقاً للتطور التقني والمعرفي.
- توثيق العلاقة والتكامل مع الجهات التعليمية والتدريبية الوطنية.
- التوسع في المجالات التدريبية المتقدمة الداعمة للخطط الوطنية.